# آباشیری ۴۲۶۳
سیارک ۴۲۶۳ (به انگلیسی: 4263 Abashiri، نامگذاری:1989RL2) چهار هزار و دویست و شصت و سومین سیارک کشف شده‌است که در ۷ سپتامبر ۱۹۸۹ کشف شد.
قدر مطلق سیارک برابر ۱۲٫۶۰ است.